# Nicolás Pelaitay
Nicolas Pelaitay (9 de Julio, San Juan, Argentina, 27 de diciembre de 1992) es un futbolista argentino que actualmente juega en San Martín de San Juan de la Primera División de Argentina.

## Trayectoria

### San Martín (SJ)
Nicolás, confeso hincha del verdinegro, realizó todas las divisiones inferiores en dicho club.
Luego de trabajar gran parte de su vida en la cosecha en su finca de 9 de Julio, debuta oficialmente en Primera División de la mano del DT Ruben Forestello el 12 de mayo del 2013 frente a Argentinos Juniors a los 18' del ST.
El viernes 23 de agosto de 2013 es operado tras una fractura en el antebrazo derecho.
Con 22 años fue padre de su hijo Thiago.
A finales de 2024 consigue con el equipo el ascenso a Primera División de Argentina.

## Clubes
| Club                   | País      | Año       |
| ---------------------- | --------- | --------- |
| San Martín de San Juan | Argentina | 2013-2021 |
| Estudiantes de Caseros | Argentina | 2021-2022 |
| San Martín de San Juan | Argentina | 2023-Act. |